# Ołużna (dopływ Błotnicy)
Ołużna (Ciek Ołużna) – struga, prawobrzeżny dopływ Błotnicy o długości 4,41 km i powierzchni zlewni 13,01 km².
Struga płynie w woj. zachodniopomorskim. Wypływa z jeziora Gościno od północnego brzegu i następnie płynie w kierunku zachodnim. Płynie przy wsi Ołużna, następnie biegnie w kierunku południowo-zachodnim. Uchodzi do Błotnicy od prawego brzegu, na północny wschód od wsi Unieradz.